# タルマ・ハンティング・ドッグ
タルマ・ハンティング・ドッグ（英：Taruma Hanting Dog）は、ブラジル原産の犬種のひとつである。単にタルマ・ドッグとも呼ばれる。
ウォヤワイ・ドッグ（英：Woyawai Dog）はタルマ犬とは別の部族によって飼育されている犬種だが、性質・外見・能力はともに大差がないとされている。このため、同項目内で解説を行う。

## 歴史
ブラジルと仏領ギアナの国境地域に住んでいるタルマ族によってのみ飼育されている。生い立ちなどは一切が不明で、解明にはDNA鑑定による調査が必要であるとも言われている。
主に野生動物ならば何でも狩ることができる。パックで獲物を視覚と嗅覚で捜索し、発見すると俊足で追いかけて素早く仕留めた。素早く仕留められない場合でも粘り強く獲物を追い続け、疲れ果てたところで仕留めることもできる。
獲れた獲物は貴重な食料になるだけでなく、部族の外部の人との物々交換にも使われ、猟銃やカヌーなどの生活用品を入手するために交換される。このため、タルマ犬は非常に手厚い待遇を受け、室内に寝床が設けられ、特別なえさを与えられて世話されていた。尚、女性が世話を行うため獰猛な性格は取り除かれ、より扱いやすい性質に改良されている。又、部族専用犬としては珍しく、怪我や病気になってしまいそれ以上治癒することがない犬であっても、最期まで手厚い看護が行われる。
現在も待遇は変わっておらず、部族にとって重要な存在であることに変わりはない。実猟犬の他には、ペットや番犬としても飼育が行われている。しかし各国のケネルクラブには公認されておらず、この民族以外では飼育されていない、極めて珍しい犬種である。

## 特徴
筋骨隆々の体格だが、脚は長く走るのが速い。マズルは短めだが、先細りである。頭部は少し小さめで、耳は垂れ耳、尾は垂れ尾。コートはショートコートで、毛色はホワイト・アンド・ブラックやホワイト・アンド・ブラウンなど。大型犬サイズで、性格は忠実で従順、温和である。猟犬として繰り出されると勇猛果敢になるが、それ以外のときは大人しく温厚である。運動量は非常に多い。

## ウォヤワイ・ドッグ
ウォヤワイ・ドッグ（英：Woyawai Dog）は、タルマ・ハンティング・ドッグの変種もしくは飼育民族が違うだけの同一種であると見られている犬である。タルマ族の住む地域の近くで生活しているウォヤワイ族によって作出され、飼育が行われている犬で、タルマ犬と同じ役割を似ない、ほぼ同じ外見・性質をしている。待遇も同じく、手厚く扱われている。
別の民族が飼育しているが、ほぼ同じ種類の犬である理由はよくわかっていない。しかし、もとはタルマ犬もウォヤワイ犬も正真正銘の同一種であったが、後に民族でそれぞれ分けて繁殖されるようになり、次第に別の犬として扱われ別々の名がつけられたとするなどの仮説が立てられている。